# Pastelitos de hoja
Les pastelitos de hoja sont une entrée ou un dessert d'origine marocaine, et plus précisément de la ville de Tétouan, dans le nord du Maroc. 
Il s'agit d'un plat d'origine juive.

## Composition
Les pastelitos de hoja sont composés tout d'abord d'une pâte faite à base d'œufs, de farine, de sel, de bicarbonate, de beurre végétal, de maïs. Cette pâte est fourrée d'un remplissage fait à base de bœuf haché, d'oignons, de persil, de feuilles de laurier et d'épices telles que du curcuma, du muscadier moulu et de la fleur de muscade,.